# 2006년 두산 베어스 시즌
2006년 두산 베어스 시즌은 두산 베어스가 KBO 리그에 참가한 8번째 시즌으로, OB 베어스 시절까지 합하면 25번째 시즌이다. 김경문 감독이 팀을 이끈 3번째 시즌이며, 홍성흔이 주장을 맡았다. 김동주의 부상으로 팀은 승패마진 +3을 기록했음에도 불구하고 KIA 타이거즈에 1경기 차로 뒤져 8팀 중 정규시즌 5위에 간발차로 그치며 포스트시즌 진출 실패로 망신 당한 시즌을 보내게 되었다.(삼성, 현대, 한화, KIA한테 모두 밀려났다.)

## 타이틀
- 월드 베이스볼 클래식 동메달: 홍성흔, 박명환, 정재훈 (1980년)
- 도하 아시안 게임 동메달: 이혜천
- 일구상 의지노력상: 이종욱
- 올스타전 스피드킹 우승: 손시헌 (145km/h)
- 올스타 선발: 홍성흔 (포수)
- 올스타전 추천선수: 이혜천, 랜들, 손시헌, 이종욱
- 컴투스프로야구 두산 베어스 베스트 라인업: 정재훈(1980년) (중계투수)
- 출장(타자): 손시헌 (126)
- 출장(야수): 손시헌 (126)
- 수비이닝: 손시헌 (1076.2)
- 도루: 이종욱 (51)
- 사구: 안경현 (16)
- 선발등판: 리오스 (33)
- 완봉: 랜들 (2)
- 이닝: 리오스 (233)
- 상대한 타자 수: 리오스 (945)
- 퀄리티 스타트: 리오스 (24)
- 투구 수: 리오스 (3485)
- 터프세이브: 정재훈 (1980년) (8)
- 땅볼 유도: 리오스 (267)

### 퓨처스리그
- 완봉: 이원희 (1)

## 선수단
- 선발투수: 리오스, 랜들, 이혜천, 박명환
- 구원투수: 김덕윤, 김승회, 김명제, 김태영, 금민철, 장인규, 김성배, 조현근, 이대현, 서동환, 박정배, 원용묵
- 마무리투수: 정재훈 (1980년), 이원희, 정재훈 (1981년)
- 포수: 홍성흔, 용덕한, 김진수, 강인권
- 1루수: 안경현, 정원석, 이승준
- 2루수: 고영민, 김주호
- 유격수: 손시헌
- 3루수: 나주환, 송수, 장교성, 윤석민
- 좌익수: 이종욱, 최경환, 김현수, 장원진
- 중견수: 임재철, 윤승균, 민병헌, 전상렬
- 우익수: 강동우, 이승엽
- 지명타자: 최준석, 김동주, 이호성, 최주환, 문희성

## 여담
- 팀은 KBO 리그 구단 중 최초로 미야자키 피닉스 리그에 참가했다.
- 리오스는 이 시즌에 KBO 리그의 용병 투수 중 최초로 KBO 통산 1000이닝을 돌파했다.
- 리오스는 16패을 당해 KBO 리그 역대 외국인 투수 중 단일 시즌 최다패 기록을 세웠다.
- 박명환은 KBO 리그 사상 최초로 통산 100폭투를 기록한 투수가 되었다.
- 김명제는 이 시즌까지 통산 16사구를 허용하여 KBO 리그 역대 10대 투수 최다 기록을 세웠다.
- 이경민, 이경환은 경찰 야구단 1기로 입대했다.